# 모리시게 와타루
모리시게 와타루(일본어: 森重 航, 2000년 7월 17일~)는 일본의 스피드스케이팅 선수이다. 2022년 동계 올림픽에서 남자 500m 동메달을 획득했다. 

## 생애
2000년 홋카이도 베쓰카이정 출신으로 8형제 중 막내로 태어났다. 그의 부모님은 홋카이도에서 낙농 목장을 운영했다. 베쓰카이정 가미후렌 중학교와 야마가타 중앙 고등학교, 센슈 대학을 졸업했으며 어린 시절부터 신하마 다쓰야와 함께 스피드스케이팅을 했다. 2012년에 홋카이도 소년 체전에 참가하면서 처음으로 대회에 출전했고 2018년 일본 고교 선수권 대회에서 500m와 1000m에서 우승하는 등 주목을 받았다.
2019년에 처음으로 일본 최고 권위의 스피드스케이팅 대회인 전일본 선수권 대회에 출전하여 500m와 1000m 두 종목에서 3위를 했다. 이후 일본 청소년 국가대표로 발탁되었고 이듬해인 2020년 2월에 폴란드 토마슈프마조비에츠키에서 열린 2020년 세계 주니어 선수권 대회에 참가하면서 처음으로 국제 대회에 출전했다. 모리시게는 1000m에서 4위, 구라쓰보 가쓰히로, 모리노 다이요와 함께 출전한 단체 스프린트에서 4위를 했으며 500m 종목에서 35.34초의 기록으로 구라쓰보와 러시아의 아르툠 아레피예프의 뒤를 이어 동메달을 획득했다. 3월에는 네덜란드 암스테르담에서 열린 2020년 세계 대학 선수권 대회에 참가했으며 500m 종목에서 대표팀 동료인 마쓰이 야마토와 벨라루스의 이그나트 골로바튜크의 뒤를 이어 동메달을 획득했고 1000m 종목에서 4위를 했다.
2021년 10월에 나가노에서 열린 전일본 종목별 선수권 대회에서 500m 부문 우승을 차지하면서 일본 1군 국가대표 선수가 되었으며 11월에 독일 인첼에서 열린 프릴렌제컵에 참가하면서 성인 국가대표 데뷔 경기를 가졌다. 그는 이 대회 500m 경기에서 대표팀 동료인 고지마 료타, 신하마, 마쓰이의 뒤를 이어 4위에 올랐다. 그 후 11월 12일 폴란드 토마슈프마조비에츠키에서 열린 2021–22년 월드컵 500m 경기를 통해 월드컵 첫 경기에 출전했다. 그는 34.97m의 기록으로 11위에 올랐으며 2일 후인 11월 14일 같은 장소에서 열린 500m 경기 2차전에서 34.74초의 기록으로 신하마와 캐나다의 로랑 뒤브뢰유의 뒤를 이어 동메달을 획득하여 첫 월드컵 메달을 획득했다.